# Aayemenaytcheia paragranulata
Aayemenaytcheia paragranulata (лат.) — вид трилобитов из семейства Proetidae отряда Proetida, живших во времена девонского периода (407—392 млн лет назад).

## Этимология
Родовое название является акронимом, образованным от английского названия Американского музея естественной истории, что является благодарностью за финансирование исследований. Видовое название paragranulata ссылается на то, что изначально таксон рассматривался как тесно связанный с видом Dechenella granulata.

## Систематика
Первоначально был описан как вид, принадлежащий к роду Dechenella. Последующий кладистический анализ показал, что вид нужно выделить в новый монотипический род Aayemenaytcheia.

### Синонимы
В синонимику вида входит следующий биномен:
- Dechenella paragranulata Ormiston, 1967

## Палеоареал
Ископаемые остатки были найдены в эмсских и эйфельских отложениях формации Голубого Фьорда, остров Батерст (Канада).